# Epispasta
Epispasta là một chi bọ cánh cứng trong họ Meloidae.
Chi này được miêu tả khoa học năm 1960 bởi Selander.

## Các loài
Chi này gồm các loài:
- Epispasta abbreviata (Klug, 1825)